# Relações entre Arábia Saudita e Estados Unidos
As relações entre Arábia Saudita e Estados Unidos são as relações diplomáticas estabelecidas entre o Reino da Arábia Saudita e os Estados Unidos da América. Os Estados Unidos reconheceram a Arábia Saudita em 1933. Os laços entre os países foram delicadamente construídos devido às divergências culturais e políticas, mas atualmente ambos possuem tratados de cooperação mútua na área de educação e tecnologia militar.
Inserida no Oriente Médio, uma região extremamente instável, a Arábia Saudita prossegue, no século XXI, como único suporte aos Estados Unidos e à "Guerra ao Terror"; fator que têm gerado algumas tensões com os países vizinhos (principalmente com o Irão, maior opositor da intervenção norte-americana na região).
Ambos os países compartilham a qualidade de membros em diversas organizações internacionais, tais como: Organização das Nações Unidas, Organização Mundial do Comércio e Grupo dos 20.

## Comparação entre os dois países
|                       | Reino da Arábia Saudita              | Estados Unidos da América                                                           |
| --------------------- | ------------------------------------ | ----------------------------------------------------------------------------------- |
| População             | 33 700 000 habitantes                | 312 488 000 habitantes                                                              |
| Área                  | 2 149 690 km²                        | 9 850 476 km²                                                                       |
| Capital               | Riade                                | Washington, D.C.                                                                    |
| Maior(es) cidade(s)   | Riade 5 328 228 habitantes           | Nova Iorque 8 363 710 habitantes                                                    |
| Tipo de Estado        | Monarquia absoluta unitária islâmica | República constitucional federal presidencialista                                   |
| Idioma oficial        | Árabe                                | Inglês (de facto)                                                                   |
| Religiões principais  | Sunismo (85-90%), Xiismo (10-15%)    | Cristianismo (75%), Sem religião (20%), Judaísmo (2%), Budismo (1%), Islamismo (1%) |
| PIB nominal (milhões) | US$ 577 595 (20º)                    | US$ 15 094 025 (1º)                                                                 |

## História

### Antecedentes

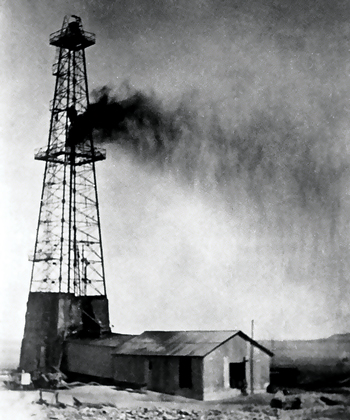
Dammam No. 7, o primeiro poço de petróleo comercial na Arábia Saudita, inaugurado em 4 de março de 1938.

O rei Abdalazize ibne Saúde, o fundador da moderna Arábia Saudita, desenvolveu laços estreitos com os Estados Unidos. Após unificar seu país em 1928, Ibne Saúde começou a ganhar reconhecimento internacional. A Grã-Bretanha foi o primeiro país estrangeiro a reconhecer a Arábia Saudita como um Estado independente e os britânicos forneceram proteção aos territórios sauditas dos turcos por muitos anos. Em maio de 1931, os Estados Unidos reconheceram oficialmente a Arábia Saudita, estendendo o reconhecimento diplomático total. Ao mesmo tempo, Ibne Saúde concedeu uma valiosa concessão à empresa norte-americana Standard Oil of California que permitia-lhes explorar petróleo em al-Hasa, província oriental do país.
Em novembro de 1931, um tratado foi assinado por ambas as nações que incluía o status de nação favorecida. A relação ainda era fraca, no entanto, já que os Estados Unidos não tinham interesse em estabelecer missões diplomáticas na Arábia Saudita: na época, as questões sobre o governo saudita eram tratadas pela representação norte-americana no Cairo, Egito. Somente em 1943, os Estados Unidos enviaram um embaixador permanente para a Arábia Saudita.
A relação entre a Arábia Saudita e os Estados Unidos foi fortalecida economicamente em 1933, quando a Standard Oil recebeu uma concessão para explorar as terras da Arábia Saudita com alto potencial petrolífero. A subsidiária desta empresa, considerada como California Arabian Standard Oil Company, mais tarde rebatizada de Saudi Aramco, obteve seu primeiro sucesso em 1938, encontrando petróleo pela primeira vez na região. A relação entre as duas nações se fortaleceu ao longo da década seguinte, estabelecendo uma relação diplomática plena por meio da aceitação simbólica de um enviado americano na Arábia Saudita.

### Segunda Guerra Mundial

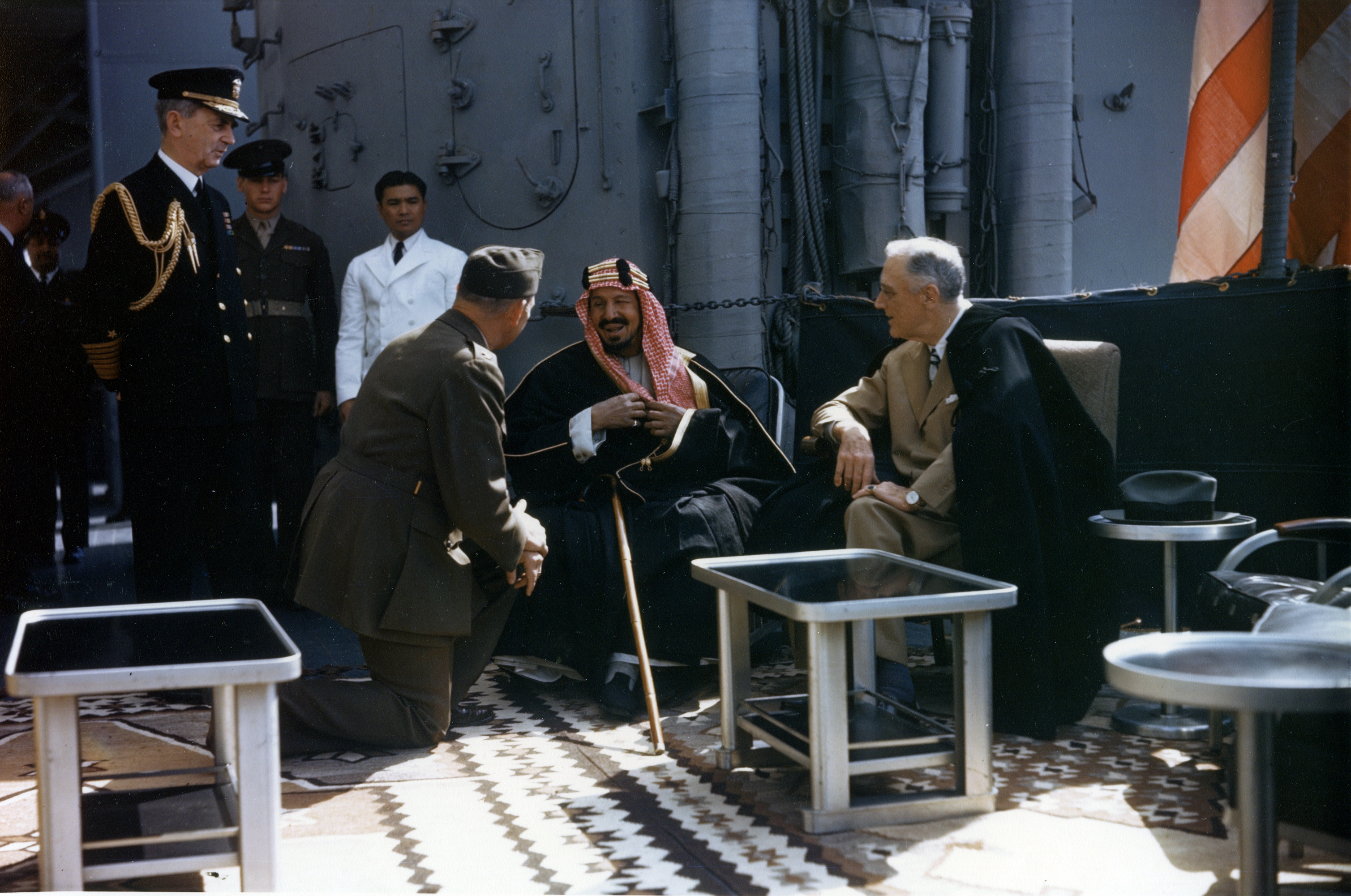
Ibn Saud recebe Franklin D. Roosevelt a bordo do após a Conferência de Yalta, em 1945.

À medida que a relação americano-saudita crescia lentamente, a primeirsa fase da Segunda Guerra Mundial tomava forma. A Arábia Saudita optou por uma postura neutra durante todo o conflito enquanto os Estados Unidos estiveram profundamente envolvidos como principal liderança da frente dos Aliados. Essa negligência nas relações bilaterais com os sauditos deixou a Arábia Saudita vulnerável a ataques. A Itália, uma das Potências do Eixo, bombardeou uma instalação de petróleo da CASOC em Darã, prejudicando a produção de petróleo da Arábia Saudita. Este ataque fez com que Ibn Saud buscasse um acordo externo que protegesse o país, temendo novos ataques que provavelmente interromperiam a produção de petróleo do país e o fluxo de peregrinos que chegam a Meca para realizar o Hajj.
A CASOC descobriu petróleo nas proximidades de Darã, mas a produção nos anos seguintes permaneceu baixa – apenas cerca de 42,5 milhões de barris entre 1941 e 1945; menos de 1% da produção petrolífera dos Estados Unidos no mesmo período. A CASOC foi posteriormente renomeada para Arabian-American Oil Company (Aramco).
No entanto, à medida que a Segunda Guerra Mundial avançava, os Estados Unidos começaram a acreditar que o petróleo saudita era de importância estratégica. Como resultado, no interesse da segurança nacional, o governo estadunidense passou a pressionar por maior controle sobre a concessão da CASOC. Em 16 de fevereiro de 1943, o então presidente Franklin D. Roosevelt declarou que "a defesa da Arábia Saudita seria vital para a defesa dos Estados Unidos", possibilitando a extensão do programa Lend-Lease ao Oriente Médio. Mais tarde naquele ano, o presidente aprovou a criação da estatal Petroleum Reserves Corporation, com a intenção de comprar todas as ações da CASOC e assim obter o controle das reservas de petróleo sauditas na região. No entanto, o plano foi recebido com oposição e acabou falhando. Roosevelt continuou a sondar o governo saudita e, em 14 de fevereiro de 1945, recebeu o rei Ibn Saud a bordo do navio USS Quincy para discutir temas como a relação de defesa dos países e a criação de um Estado judeu no Mandato da Palestina. A CASOC foi então transformada em Companhia Árabe-Americana de Petróleo e uma série de pactos de colaboração foram firmados entre os dois países. Na década de 1970, porém, a Companhia petrolífera seria nacionalizada pelo rei Ibn Saud.
Ibn Saud permitiu que a Força Aérea dos Estados Unidos sobrevoasse e construísse bases aéreas em todo o território da Arábia Saudita. As instalações petrolíferas foram reconstruídas e as rotas dos peregrinos foram protegidas pelos norte-americanos. Paralelamente, os Estados Unidos abriram uma rota direta de importância vital para aeronaves militares em direção ao Irã e à União Soviética. O primeiro consulado americano foi aberto em Darã em 1944.

### Guerra Fria

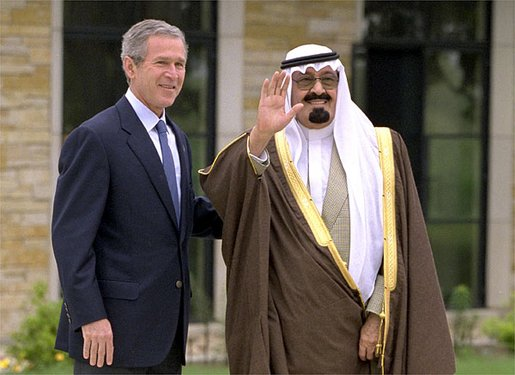
O Príncipe Abdallah e o presidente George W. Bush em 2005.

Em 1951, como parte da ideologia de combate ao Comunismo, os Estados Unidos estabeleceram uma Missão militar permanente no território saudita, oferecendo treinamento e apoio logístico às forças armadas do país. Através do Corpo de Engenheiros do Exército dos Estados Unidos, diversas bases militares foram construídas. Neste período têm início o que muitos países vizinhos consideram como a utilização da Arábia Saudita como "fachada" para o intervencionismo norte-americano.

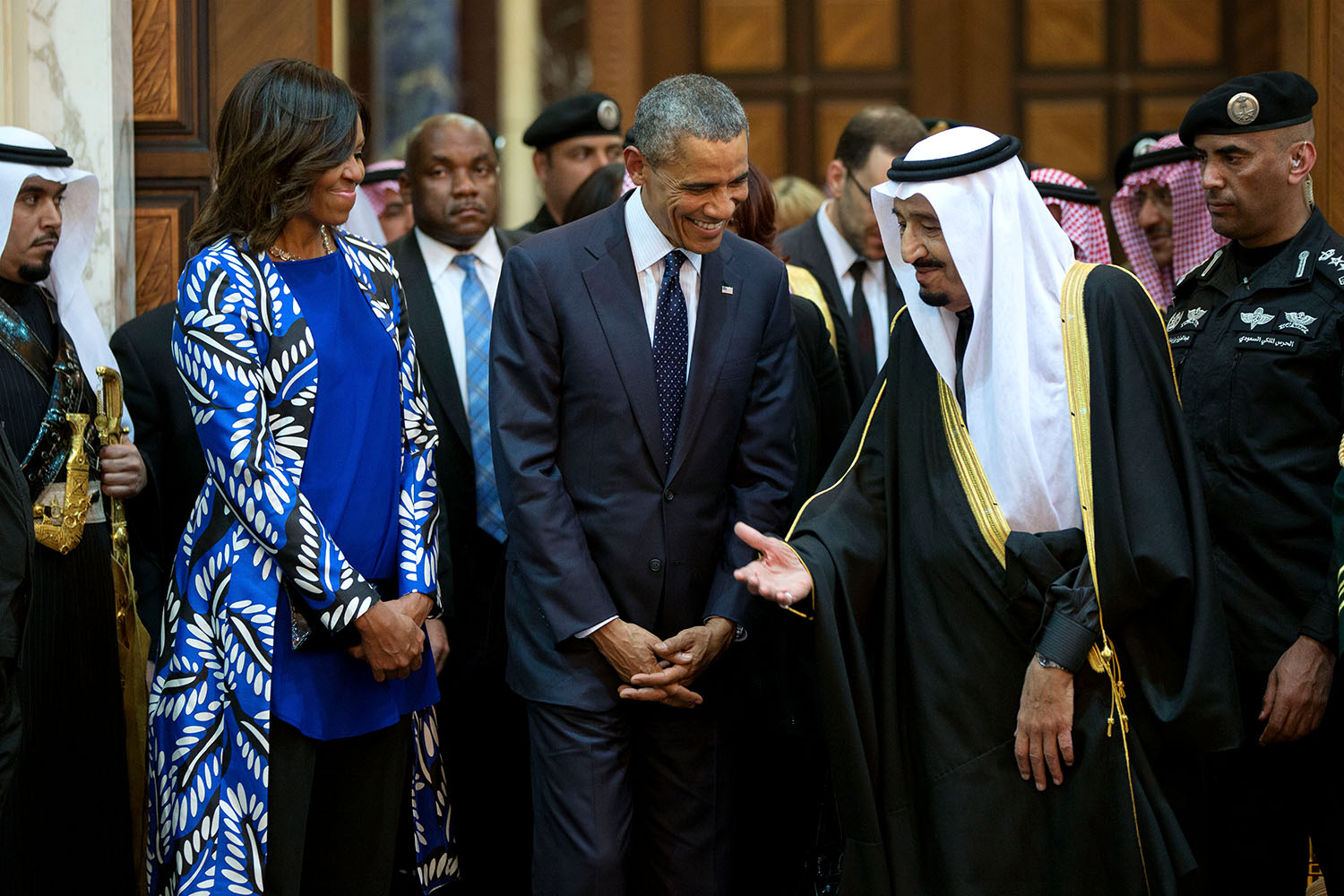
Presidente Obama e o rei Salman se reunindo.

Durante as décadas de 1980 e 1990, os Estados Unidos mantiveram suas bases militares com o consentimento do governo saudita. Os reis sauditas desde então (respectivamente, Fahd, Saud, Faisal e Abdallah) cooperaram abertamente com a política militar norte-americana.

### Século XXI

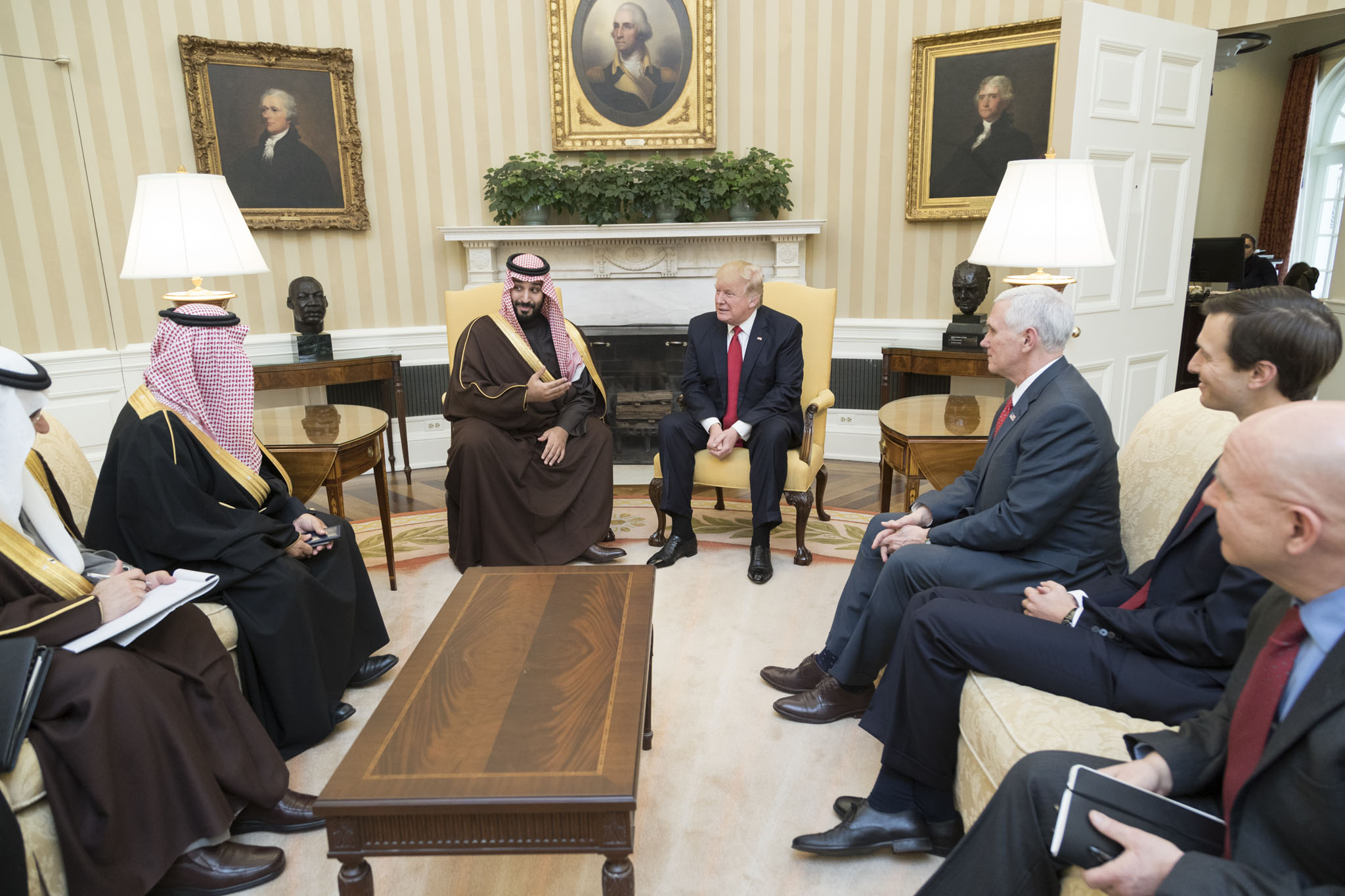
Presidente Donald Trump se encontra com o príncipe Mohammad bin Salman

Em 2001, os Atentados de 11 de Setembro puseram um termo às boas relações entre os países, tendo o presidente George W. Bush declarado suspeita de que a Arábia Saudita estivesse encobrindo e financiando a Al-Qaeda, o grupo terrorista responsável pelo ataque. O fato de que a família bin Laden, líder da Al-Qaeda, seja a segunda família mais poderosa do país elevou a desconfiança do governo norte-americano. Contudo, o atual rei saudita Abdallah reconheceu o Talibã e outras facções do Oriente Médio como grupos terroristas, e passou a colaborar com a Guerra ao Terror.